# Unipol體育館
Unipol體育館 (前名為Futurshow Station、PalaMalaguti和最初名為Palasport Casalecchio)是一座位於義大利博洛尼亞省雷諾河畔卡薩萊基奧的室內體育館。體育館舉辦籃球賽時可容納11,000人，舉辦演唱會時可容納20,000人。它於1993年12月啟用。

## 外部連結
- 官方网站 （義大利語）